# 栄福寺 (今治市)
栄福寺（えいふくじ）は、愛媛県今治市玉川町にある高野山真言宗の寺院。府頭山（ふとうざん）、無量寿院（むりょうじゅいん）と号す。本尊は阿弥陀如来。四国八十八箇所第五十七番札所。
- 本尊真言：おん あみりた ていせい からうん
- ご詠歌：この世には弓矢を守る八幡（やはた）なり　来世は人を救う弥陀仏（みだぶつ）

## 沿革

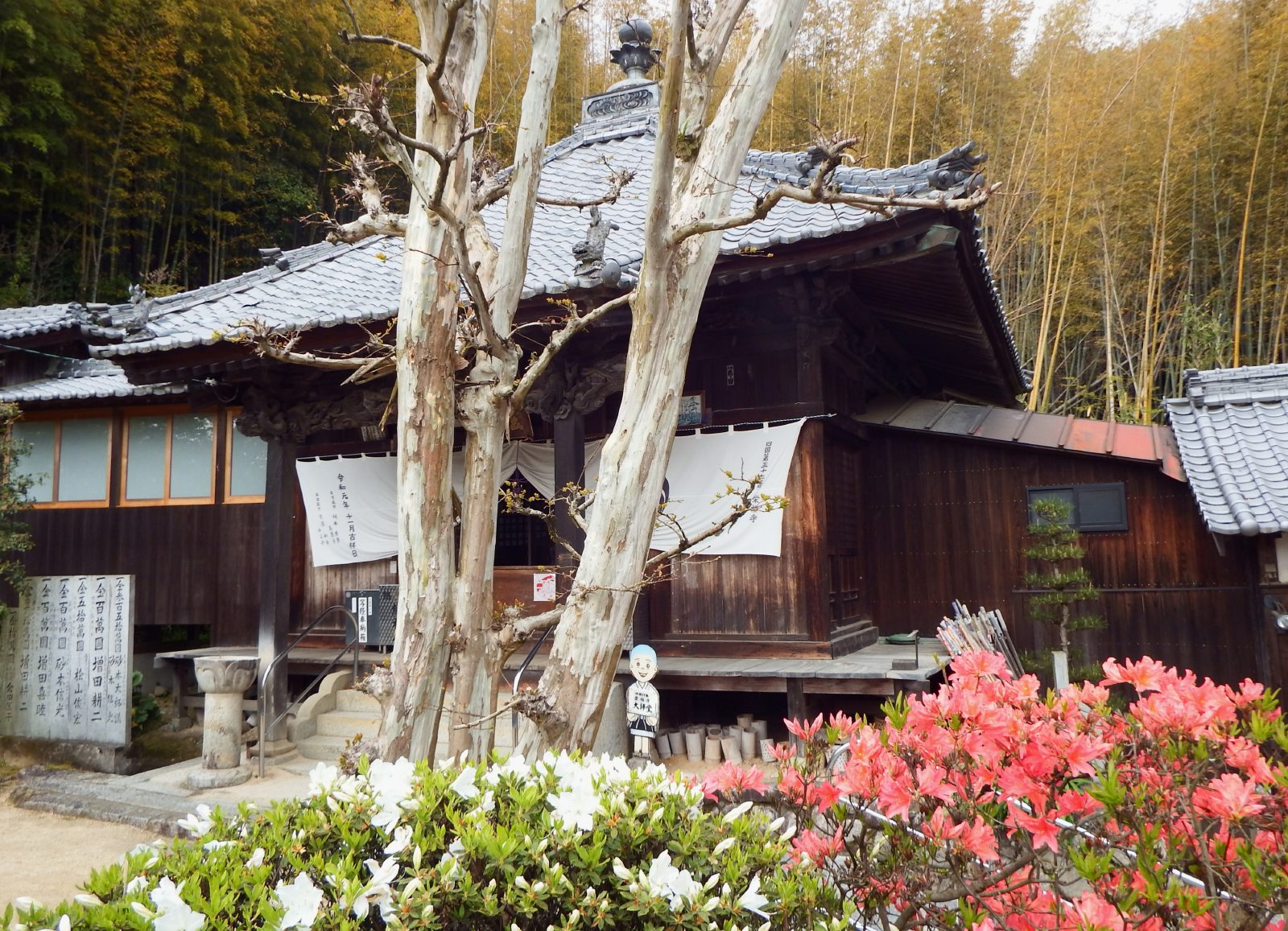
大師堂

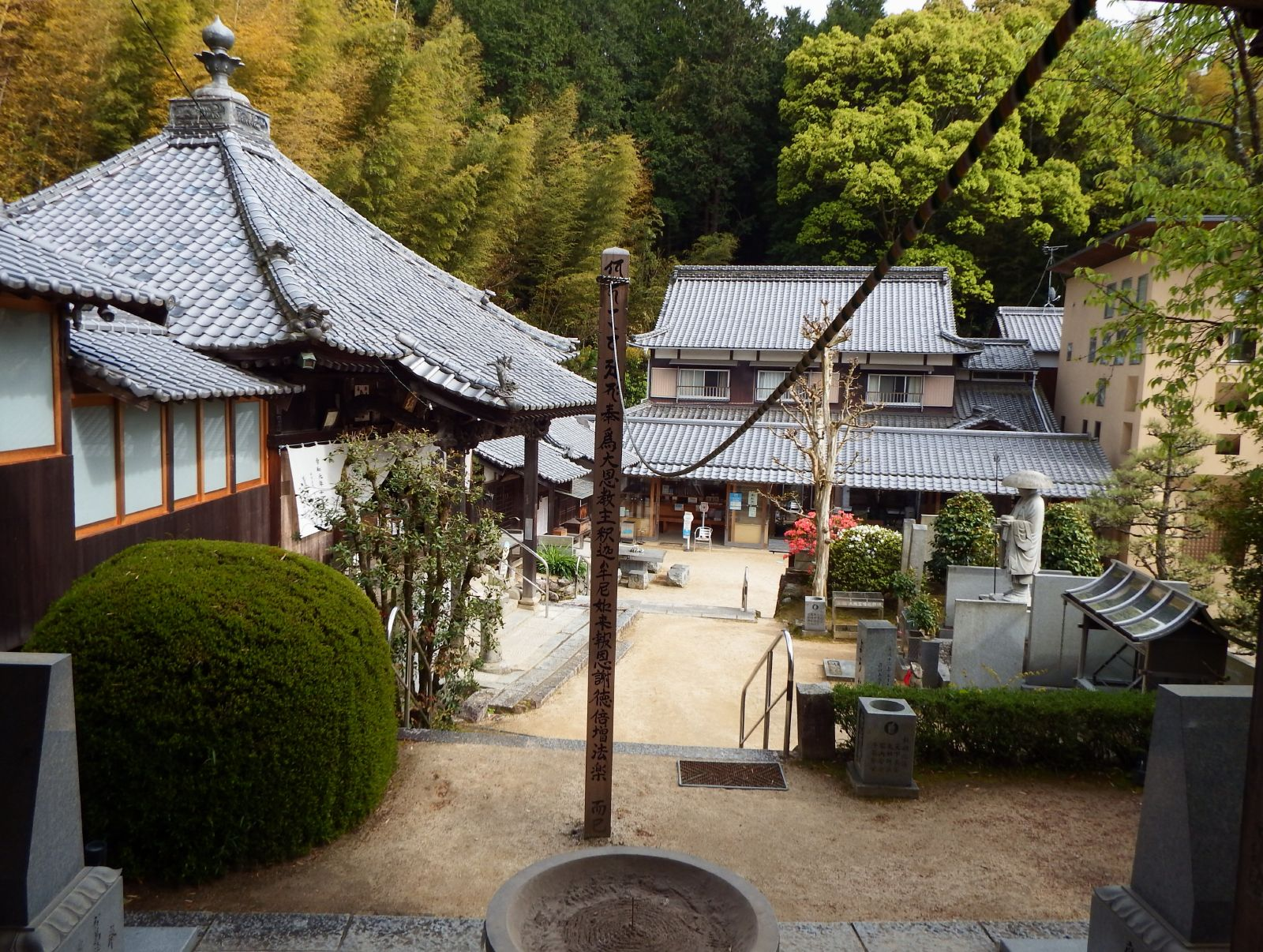
本堂より境内を振り返る

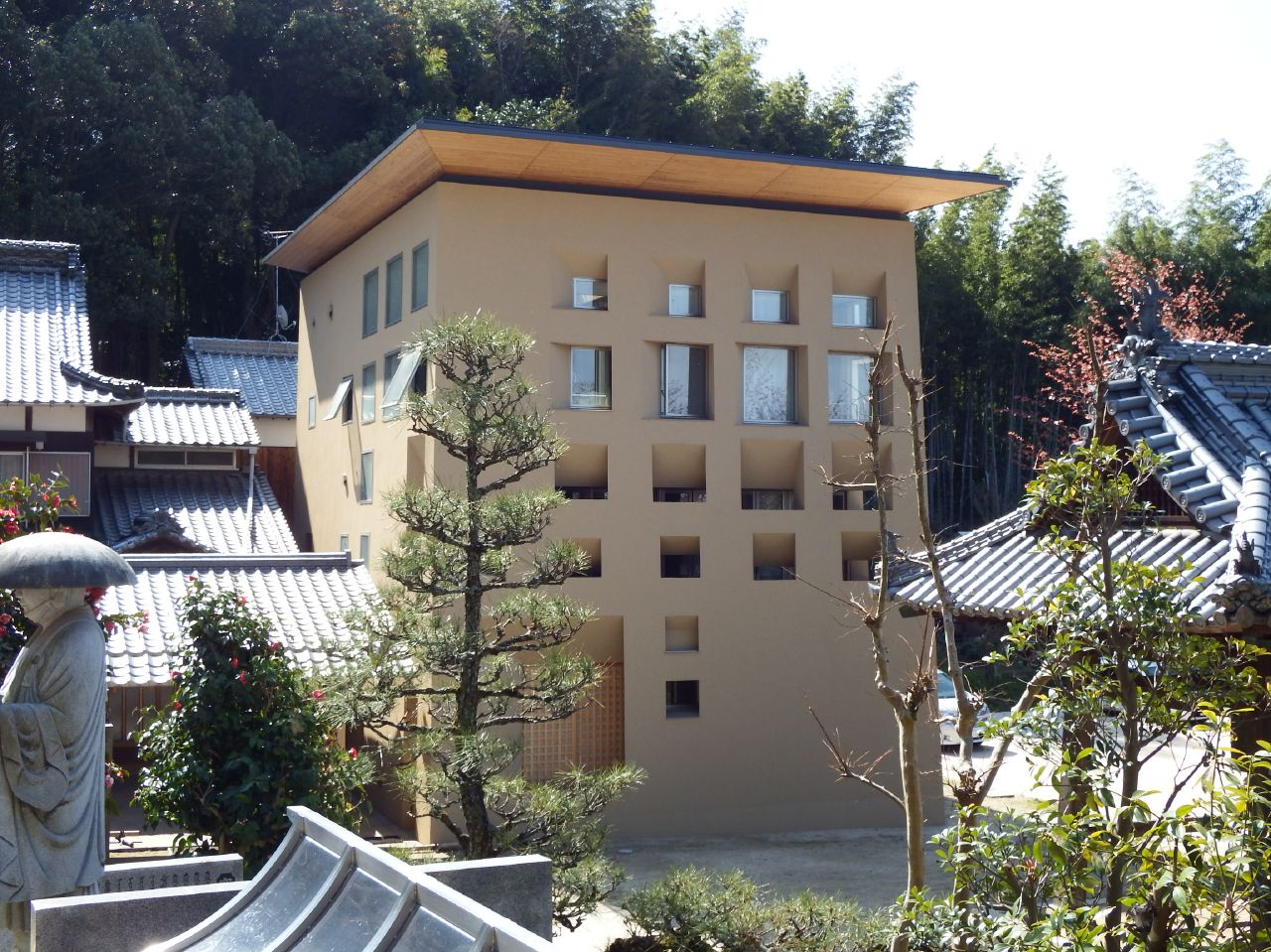
演仏堂

寺伝によれば、弘仁年間（810年 – 824年）巡錫に来た空海（弘法大師）が、嵯峨天皇の勅願により、瀬戸内海の風波海難の平易を祈って府頭山々頂で護摩供を修し、その満願の日に海はおさまり海上に阿弥陀如来が影向した。その尊像を山頂に引き上げ堂宇を建て本尊として開基したと云われている。その後、貞観元年（859年）大和・大安寺の行教上人が宇佐八幡から京都山城に分社の男山八幡（石清水八幡宮）を創建するため近海を航行中暴風雨に遭いこの地に漂着した。上人は府頭山の山容が山城の男山に似ており、しかも阿弥陀如来は八幡菩薩の本地仏であることから、この山頂の境内に八幡明神を勧請し神仏習合の「勝岡八幡宮」を創建した。
その後、荒廃していたが、源頼義が此の国の刺史となった時に、河野親経とともに国中に薬師堂49箇所、八幡宮を8箇所を建てたが、京都の男山八幡を参考に勝岡から現在地に移し造営した当社が随一であり山内に清泉があったことから「石清水八幡宮」と号し、麓に阿弥陀堂も構えたが、中世の戦乱の災にかかり一時に煙雲にのぼりぬとなる。
真念の情報により書かれた『四国遍礼霊場記（寂本1689年刊）』によると遍路人は東から当山に上がり西に下って現在の境内前を通って次の札所（仙遊寺）へ向かっていて、東側山麓にあった浄寂寺の修行僧がその阿弥陀堂跡に遍路人の寄宿所を建て、その寺が八幡宮の催事を執り行っていた。なお、浄寂寺が催事を執行する以前は当寺が行っていて、長福寺と称したが、後に乗泉寺と称するようになり、寛政4年（1792年）に栄福寺と改称した。『四国遍礼名所図会（1800年刊）』にあるように山頂にあった堂舎を中腹の栄福寺境内に移築し現在も使われている大師堂となった。納経をになっていた当寺は江戸時代後期の納経帳によると本尊名は書かれず「伊豫一國石清水八幡宮　別當栄福寺」と記していた。
明治初年の神仏分離令で、山頂の本社八幡大菩薩に隣接していた阿弥陀堂の海中より出現したという謂れのある阿弥陀如来像と本社の前にあった金毘羅社は栄福寺境内に移され、別当関係は解消され神社と寺はそれぞれ独立し、札所は真言寺院だったため当寺が引き継いだ。昭和8年（1933年）以降は、犬に引かせた箱車で足の悪い15歳の少年がこの寺で足が治り、その箱車を奉納したという話から足腰守りのお寺としても信仰を集めている。

## 境内
- 本堂：本尊阿弥陀如来坐像は秘仏。現住職が本堂で婚礼を挙げた時に開帳された。
- 大師堂：大師像を拝顔できる。
- 薬師堂：薬師如来半跏像を拝顔できる。
- 金毘羅堂：扁額は金比羅となっているが、金毘羅権現を祀っている。
- 鐘楼
- 句碑：弘法子[注釈 2]「四国路は遍路道より明けの春」が手水舎の横にある。

八幡宮への西からの上り口付近から右に入って行く。山門はなく右手に鐘楼があって、折り返し参道奥に本堂がある。本堂右手前に大師堂、その右に薬師堂、金毘羅堂、庫裏・納経所がある。
- 庫裏
- 演仏堂：現住職・白川密成の兄で建築家の白川在の設計[3]。
- 宿坊：なし
- 駐車場：10台、大型不可（駐車料金：100円）。

## グッドデザイン賞

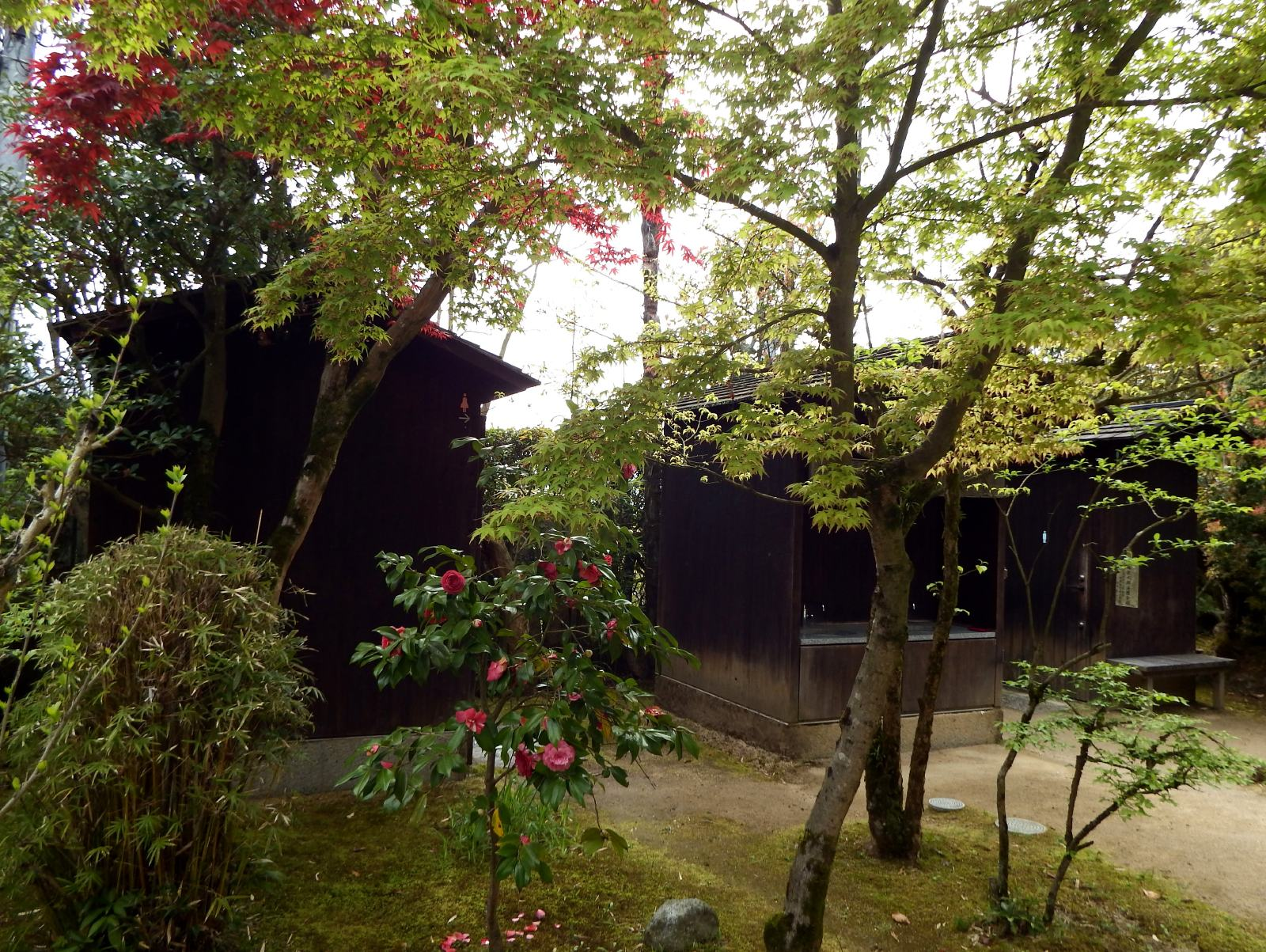
トイレ

2011年に設置されたトイレ設置が日本産業デザイン振興会主催の「2012年度グッドデザイン賞」を受賞した。国産材のヒノキなどの間伐材として組み立てることができる独自の工法として使用、男子用、女子用、身体障害者用の3棟で、参拝者から評価されている。
依頼されたのは現住職・白川密成の兄で建築家の白川在である。

## 交通案内
鉄道
- 四国旅客鉄道（JR四国） 予讃線 – 今治駅 (5.6 km)

バス
- 今治桟橋、今治駅よりせとうちバス 松山市駅行き、木地口・葛谷行き、鈍川経由神子森行き「大須木」下車 (1.4 km)
- 松山市駅よりせとうちバス今治、大三島ゆき特急バス「大須木」下車 (1.4 km)

道路
- 一般道：愛媛県道155号今治丹原線 四村 (1.3 km)
- 自動車道：西瀬戸自動車道（西瀬戸しまなみ海道）今治IC (4.3 km)

## 奥の院

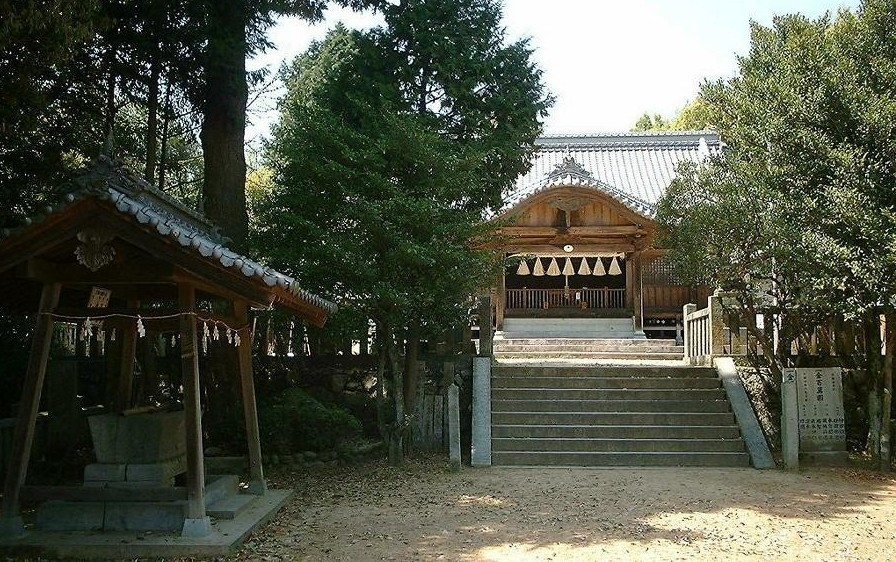
八幡（やわた）の八幡神社

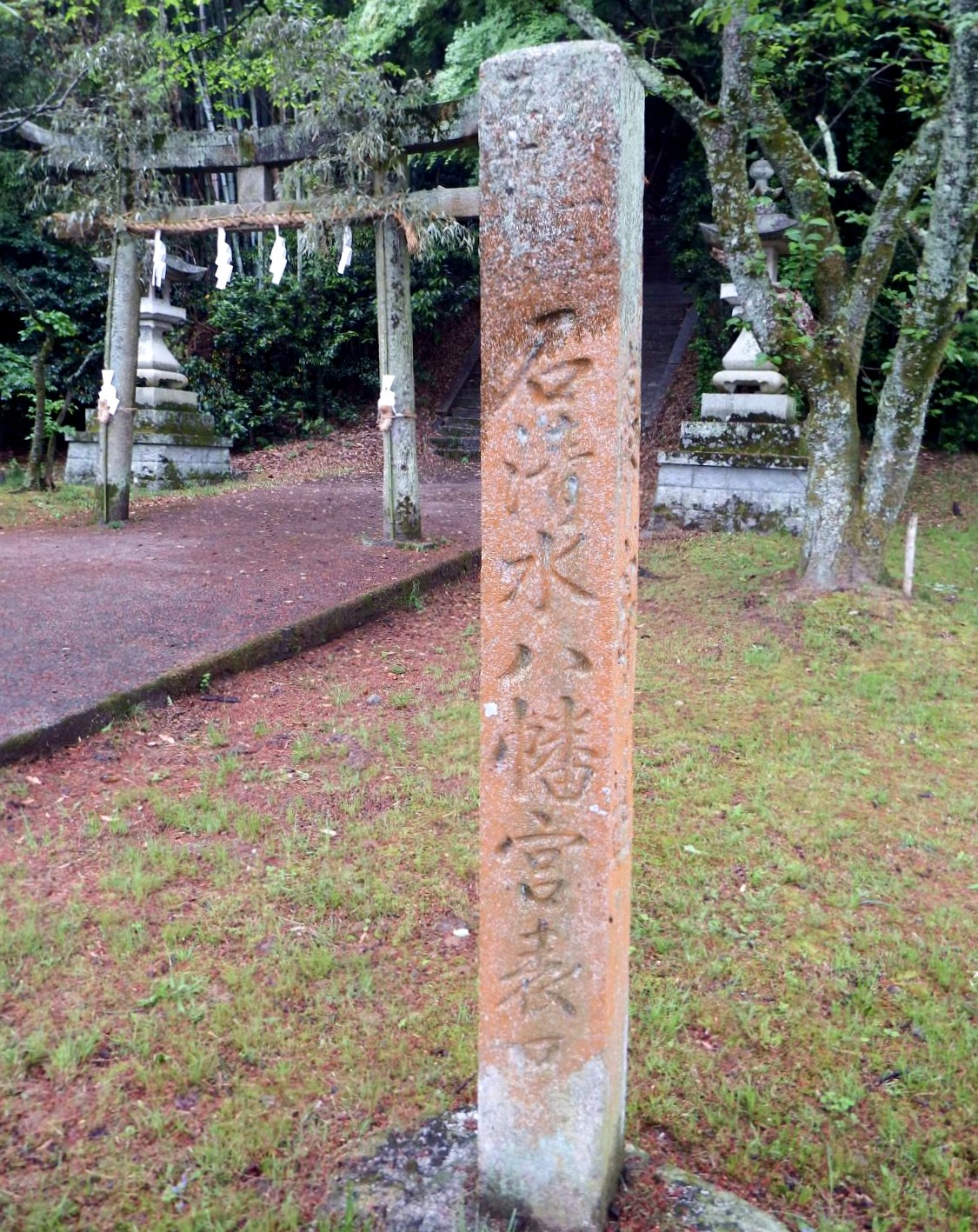
石清水八幡宮 表口の石碑

伊予の石清水八幡宮（いわしみずはちまんぐう）
本寺前の道を奥へ進み石段を約150 mほど登った山頂に鎮座する。東側には、「伊豫一社 五十七番 石清水八幡宮 表口」の石碑がある。現在は、「石清水八幡神社」である。
云い伝えによると、この神、今治より巽（南東）の海岸の衣干（きぬぼし）に海中より上がり、その後、勝岡（現在地より南へ約0.5 kmで現在はミカン畑）に移る。永承年中（1046年 – 1052年）伊予守源頼義が、それより乾（北西）にあたる八幡山に移した。なお、社伝によると、貞観元年（859）河野深躬が勝岡に創建し、勝岡八幡宮と号したとなっている。同山中には、当社の北に伊加奈志神社が、南に三島新宮神社があり、東側中腹に、当社のもう一つの別当寺であった臨済宗妙心寺派法華山浄寂寺がある。
その昔、伊予の国庁は今治にあり、国庁の場所は諸説あり確定されていないが、国分寺と国分尼寺は確定しているが、総社は当山中にある加奈志神社で、八幡社は当社であると推定されている。
- 所在地：愛媛県今治市五十嵐乙29 （石清水八幡宮）

## 前後の札所
四国八十八箇所
56 泰山寺 --(3.1 km)-- 57  栄福寺 --(2.4 km)-- 58 仙遊寺

## 関連項目

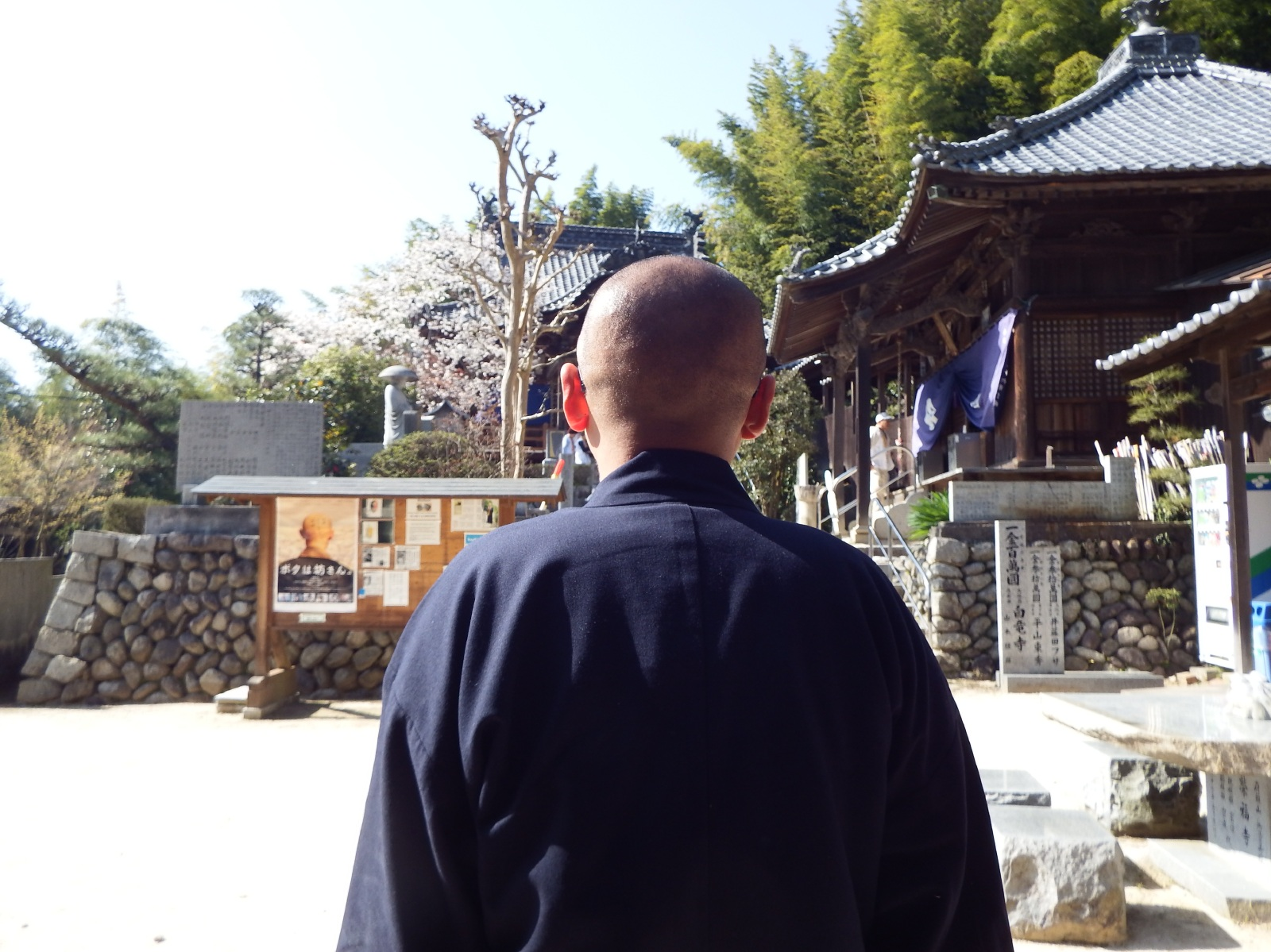